# Andrei Rațiu
Andrei Florin Rațiu (Aiud, 20 juni 1998) is een Roemeens voetballer die doorgaans als verdediger speelt. Hij verruilde SD Huesca in augustus 2023 voor Rayo Vallecano. Rațiu debuteerde in 2021 in het Roemeens voetbalelftal.

## Clubcarrière
Andrei Rațiu werd geboren in het Roemeense Aiud, maar verhuisde op zesjarige leeftijd naar Spanje. Hier speelde hij in de jeugd van Aguaviva CF, Andorra CF en Villarreal CF. Van 2016 tot 2018 speelde hij voor het C-elftal in de Tercera División. Sinds 2017 speelt hij in het B-elftal. Hij zat voor het eerst bij de selectie van het eerste elftal van Villarreal op 30 maart 2019, in de met 3-2 verloren uitwedstrijd tegen Celta de Vigo. Hij debuteerde op 18 april 2019, in de met 2-0 verloren uitwedstrijd tegen Valencia CF in de UEFA Europa League. In het seizoen 2020/21 werd hij verhuurd aan ADO Den Haag, wat een optie tot koop bedong. In januari 2021 werd de huurperiode voortijdig beëindigd. Rațiu speelde vervolgens twee twee seizoenen voor SD Huesca in de Segunda División voordat hij in augustus 2023 overstapte naar Rayo Vallecano in de Primera División. Op 1 november 2023 bekroonde hij zijn debuut voor Rayo Vallecano met een doelpunt in het bekerduel tegen Atlético de Lugones. Vier dagen later maakte hij zijn competitiedebuut voor Rayo Vallecano bij een doelpuntloos gelijkspel op bezoek bij Real Madrid.

### Statistieken

#### Beloften
| Seizoen                    | Club            | Land            | Competitie                 | Competitie | Competitie | Overig | Overig | Totaal | Totaal |
| Seizoen                    | Club            | Land            | Competitie                 | Wed.       | Dlp.       | Wed.   | Dlp.   | Wed.   | Dlp.   |
| -------------------------- | --------------- | --------------- | -------------------------- | ---------- | ---------- | ------ | ------ | ------ | ------ |
| 2016/17                    | Villarreal CF C | Spanje          | Tercera División Grupo 6   | 36         | 2          | —      | —      | 36     | 2      |
| 2017/18                    | Villarreal CF C | Spanje          | Tercera División Grupo 6   | 29         | 0          | —      | —      | 29     | 0      |
| 2017/18                    | Villarreal CF B | Spanje          | Segunda División B Grupo 3 | 1          | 0          | —      | —      | 1      | 0      |
| 2018/19                    | Villarreal CF B | Spanje          | Segunda División B Grupo 3 | 28         | 1          | 2      | 0      | 30     | 1      |
| 2019/20                    | Villarreal CF B | Spanje          | Segunda División B Grupo 3 | 21         | 0          | —      | —      | 21     | 0      |
| 2020/21                    | Villarreal CF B | Spanje          | Segunda División B Grupo 3 | 8          | 0          | —      | —      | 8      | 0      |
| Totaal beloften            | Totaal beloften | Totaal beloften | Totaal beloften            | 123        | 3          | 2      | 0      | 125    | 3      |
| Bijgewerkt op 19 juni 2024 |                 |                 |                            |            |            |        |        |        |        |

#### Senioren
| Seizoen                    | Club            | Land            | Competitie       | Competitie | Competitie | Beker | Beker | Internationaal | Internationaal | Overig | Overig | Totaal | Totaal |
| Seizoen                    | Club            | Land            | Competitie       | Wed.       | Dlp.       | Wed.  | Dlp.  | Wed.           | Dlp.           | Wed.   | Dlp.   | Wed.   | Dlp.   |
| -------------------------- | --------------- | --------------- | ---------------- | ---------- | ---------- | ----- | ----- | -------------- | -------------- | ------ | ------ | ------ | ------ |
| 2018/19                    | Villarreal CF   | Spanje          | Primera División | 0          | 0          | 0     | 0     | 1              | 0              | —      | —      | 1      | 0      |
| 2019/20                    | Villarreal CF   | Spanje          | Primera División | 0          | 0          | 0     | 0     | 0              | 0              | —      | —      | 0      | 0      |
| 2020/21                    | → ADO Den Haag  | Nederland       | Eredivisie       | 10         | 0          | 2     | 0     | —              | —              | —      | —      | 12     | 0      |
| 2020/21                    | Villarreal CF   | Spanje          | Primera División | 0          | 0          | 0     | 0     | 0              | 0              | —      | —      | 0      | 0      |
| 2021/22                    | SD Huesca       | Spanje          | Segunda División | 34         | 1          | 0     | 0     | —              | —              | —      | —      | 34     | 1      |
| 2022/23                    | SD Huesca       | Spanje          | Segunda División | 38         | 1          | 1     | 0     | —              | —              | —      | —      | 39     | 1      |
| 2023/24                    | Rayo Vallecano  | Spanje          | Primera División | 12         | 0          | 4     | 1     | —              | —              | —      | —      | 16     | 1      |
| Totaal senioren            | Totaal senioren | Totaal senioren | Totaal senioren  | 94         | 2          | 7     | 1     | 1              | 0              | 0      | 0      | 102    | 3      |
| Carrièretotaal             | Carrièretotaal  | Carrièretotaal  | Carrièretotaal   | 217        | 5          | 7     | 1     | 1              | 0              | 2      | 0      | 227    | 6      |
| Bijgewerkt op 19 juni 2024 |                 |                 |                  |            |            |       |       |                |                |        |        |        |        |

## Interlandcarrière
Rațiu speelde in 2019 drie interlands voor Roemenië onder 21. Hij speelde in 2021 met het Roemeens olympisch elftal deel aan de Olympische Zomerspelen van 2020 in Tokio. Roemenië werd uitgeschakeld in een groep met Zuid-Korea, Nieuw-Zeeland en Honduras.
Rațiu debuteerde op 2 september 2021 in het eerste elftal van Roemenië, als basisspeler in het met 0–2 gewonnen WK-kwalificatieduel tegen IJsland. Op 26 september 2022 maakte hij zijn eerste interlanddoelpunt, bij een 4–1 zege op Bosnië en Herzegovina in de UEFA Nations League. Hij werd op 7 juni 2024 door bondscoach Edward Iordănescu opgenomen in de Roemeense selectie voor het EK 2024 in Duitsland. Roemenië werd groepswinnaar van een groep met Oekraïne, België en Slowakije, waarna het in de achtste finales werd uitgeschakeld met een 0–3 nederlaag tegen Nederland. Rațiu kwam op het toernooi in alle wedstrijden in actie.
1 Cárdenas ·
2 Rațiu ·
3 Chavarría ·
4 Díaz ·
5 Aridane ·
6 Ciss ·
7 Isi ·
8 Trejo  ·
9 De Tomás ·
10 James ·
11 Nteka ·
12 Guardiola ·
13 Batalla ·
14 Camello ·
15 Gumbau ·
16 Mumin ·
17 U. López ·
18 Á. García ·
19 de Frutos ·
20 Balliu ·
21 Embarba ·
22 Espino ·
23 Valentín ·
24 Lejeune ·
25 Montiel ·
27 Pelayo ·
29 Méndez ·
Coach: Pérez
· Assistent-coach: Adrián
1 Niță ·
2 Rațiu ·
3 Drăgușin ·
4 Rus ·
5 Nedelcearu ·
6 M. Marin ·
7 Alibec ·
8 Cicâldău ·
9 Pușcaș ·
10 Hagi ·
11 Bancu ·
12 Moldovan ·
13 Mihăilă ·
14 Olaru ·
15 Burcă ·
16 Târnovanu ·
17 Coman ·
18 R. Marin ·
19 Drăguș ·
20 Man ·
21 Stanciu  ·
22 Mogoș ·
23 Sorescu ·
24 Racovițan ·
25 Bîrligea ·
26 Șut ·
Coach: Iordănescu